# Японська окупація Гонконгу
Японська окупація Гонгконгу (кант. трад. 香港日治時期, кант.-укр.: Хенкон ятчи сикхей) почалася, коли губернатор Гонконгу, сер Марк Янг, здав британську колонію Гонконг імператорській Японії 25 грудня 1941 року. Здача відбулася після 18 днів запеклих боїв Гонконзької битви проти японських військ, що значно переважали за кількістю та вторглися на територію острова. Окупація тривала протягом трьох років і восьми місяців до капітуляції Японії наприкінці Другої світової війни.

## Історія
В ході Другої світової війни 8 грудня 1941 Японська імперія напала на Гонконг. Гонконзька оборона закінчилася 25 грудня 1941 поразкою британських і канадських сил, які захищали колонію. 15 серпня 1945 Японська імперія капітулювала, і Велика Британія відновила суверенітет над Гонконгом.